# Elektrownia wodna Szulbińsk
Elektrownia wodna Szulbińsk – elektrownia wodna na Irtyszu w obwodzie wschodniokazachtańskim w Kazachstanie. Znajduje się około 70 km w górę rzeki od miasta Semej. Jest największą spośród elektrowni wodnych na Irtyszu, z generowaną mocą 702 MW. Składa się z sześciu generatorów. Pierwszy z nich uruchomiono w 1987 roku, ostatni w 1994.
Elektrownia należała do AES Corporation, jednak od października 2017 w związku z wygaśnięciem koncesji przejęło ją państwo.